# Anthipes solitaris
Az Anthipes solitaris a madarak osztályának verébalakúak (Passeriformes) rendjéhez és a  légykapófélék (Muscicapidae) családjához tartozó faj.

## Rendszerezése
A fajt Salomon Müller német természettudós írta le 1835-ben, a Muscicapa nembe Muscicapa solitaris néven. Sorolták a Ficedula nembe Ficedula solitaris néven is.

## Alfajai
- Anthipes solitaris submoniliger (Hume, 1877) - Malajzia északi része, Laosz délkeleti része és Vietnám középső és északi része
- Anthipes solitaris malayana (Sharpe, 1888) - Malajzia középső és déli része
- Anthipes solitaris solitaris (S. Muller, 1836) - Szumátra [2]

## Előfordulása
Délkelet-Ázsiában, Indonézia, Laosz, Malajzia, Mianmar, Thaiföld és Vietnám területén honos. Természetes élőhelyei a szubtrópusi vagy trópusi síkvidéki és hegyi esőerdők. Állandó, nem vonuló faj.

## Megjelenése
Testhossza 13 centiméter.
|  |

## Természetvédelmi helyzete
Az elterjedési területe nagyon nagy, egyedszáma pedig stabil. A Természetvédelmi Világszövetség Vörös listáján nem fenyegetett fajként szerepel.